# 明星水库 (达县)
明星水库是中国四川省达州市达县境内的一座水库，位于渠江水系明月江支流大树河上，建于1958年。水库正常库容为1154万立方米，集雨面积为34平方千米，海拔为642.45米。